# Scoglio la Grilla
Lo scoglio la Grilla è un'isola dell'Italia, in Calabria.
Amministrativamente appartiene a Roseto Capo Spulico, comune italiano della provincia di Cosenza.